# Cliffside (Caroline du Nord)
Cliffside est une census-designated place située dans le comté de Rutherford, dans l’État de Caroline du Nord, aux États-Unis. Lors du recensement de 2020, elle comptait 530 habitants.